# 东顺天站
東順天站（：／ Dongsuncheon yeok */?）曾經为韩国铁路全罗线上的一座鐵路站，位于全罗南道顺天市稠谷洞，已于2006年废止。

## 历史
- 1936年12月16日，落成使用。
- 2006年6月23日，停止使用。